# De Smurfen
De Smurfen (Frans: Les Schtroumpfs) zijn stripfiguren bedacht door de Belgische striptekenaar Peyo en mee vormgegeven door Yvan Delporte. Ze zien eruit als kleine blauwe dwergen.
De Smurfen werden oorspronkelijk ontworpen als nevenpersonages in een andere stripreeks van Peyo, Johan en Pirrewiet. In 1959 kregen ze hun eigen stripreeks, waarna ze steeds beroemder werden. Later dienden de Smurfen als inspiratie voor twee animatiefilms, twee animatiereeksen en twee liveactionfilms. Rondom de Smurfen is een franchise opgebouwd, met muziek en merchandising.

## Oorsprong als stripfiguren

### Johan en Pirrewiet
In 1952 begon Peyo (Pierre Culliford) zijn medewerking aan het stripblad Robbedoes met een vervolgstrip rond de schildknaap Johan (De nederlaag van Basenau), later aangevuld met de ondeugende dwerg Pirrewiet (De dwerg in het rotsbos). In het negende verhaal van de reeks van Johan en Pirrewiet, De fluit met zes smurfen (in 1958 - 1959 verschenen in Robbedoes), trad een volkje van kleine wezentjes op die Smurfen worden genoemd. De allereerste verschijning van de Smurfen was op 23 oktober 1958 in Robbedoes nr. 1071. Naar analogie met de zeven dwergen uit Disneys klassieker Sneeuwwitje (Happy, Sneezy enz.) creëerde Peyo voor elke Smurf een persoonlijkheid met één sterk aanwezig kenmerk, waarnaar ze dan ook genoemd werden. Doordat per Smurf slechts één 'gimmick' werd gebruikt en op deze wijze differentiatie ontstond en herkenbaarheid optrad, sloeg de simpele karakterisering aan bij het jeugdige publiek.
Kort daarna traden de Smurfen opnieuw op in een ander verhaal van Johan en Pirrewiet. Peyo en Robbedoes-hoofdredacteur Yvan Delporte merkten gaandeweg dat er veel potentieel school in de wereld van de Smurfen. Hierop besloten ze de Smurfen een eigen stripserie te geven.

### Eigen serie

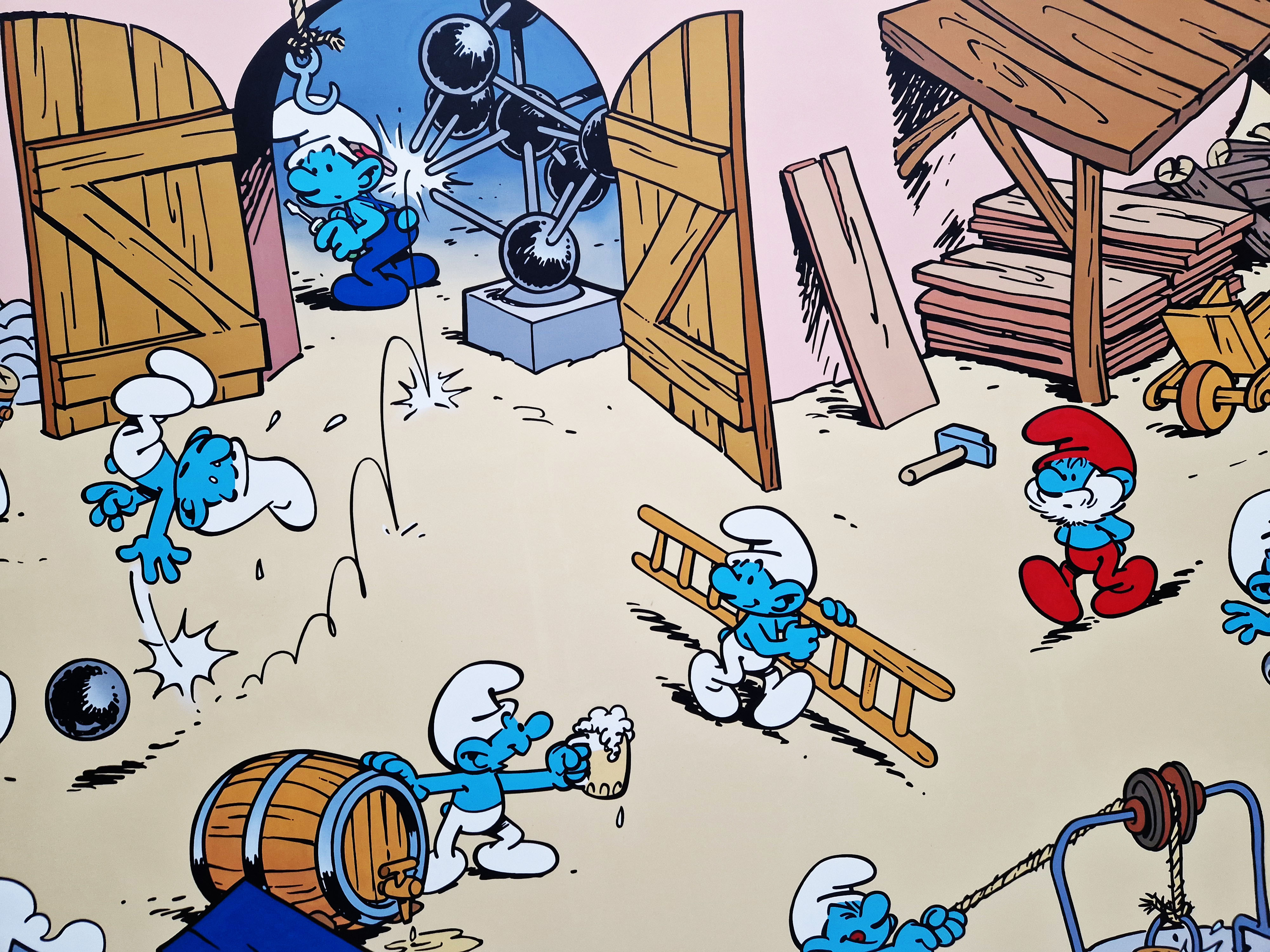
Fresco van de Smurfen, nabij station Brussel-Centraal

In 1959 verscheen in Robbedoes het eerste zelfstandige verhaal met de Smurfen in de hoofdrol: De zwarte Smurfen (in de Angelsaksische landen en tekenfilmreeks omgedoopt tot 'De paarse Smurfen'). In Nederland verscheen dit vanaf 1968 in het stripweekblad Sjors. Deze eerste serie werd gevolgd door talloze korte en langere episodes. De eerste zes verhalen zijn zogenaamde 'microverhalen': volledige avonturen van 48 zeer kleine pagina's (8 pagina's op één A4) die als bijlage bij Robbedoes zaten.
Aanvankelijk werden de Smurfen getekend zoals ze eruitzagen in De fluit met zes smurfen. Nadien, vanaf 1963, verschenen de Smurfen zoals elke gewone stripreeks, op normaal formaat. De eerste zes verhalen werden hiervoor hertekend. Ook in het weekblad Donald Duck verschenen er vanaf 1966 verhalen van de Smurfen.
Ook sinds Peyo's dood in 1992 worden er nog nieuwe stripverhalen over de Smurfen gemaakt, onder toezicht van Peyo's nabestaanden.

## Tekenfilms
De eerste tekenfilmreeks van De Smurfen begon op initiatief van Dupuis, die eind jaren vijftig de tekenfilmstudio TVA had opgericht. Het eerste Smurfenverhaal, De zwarte Smurfen, was een van de eerste projecten. Het werd geregisseerd door Jean Delire. De techniek bestond uit het fotograferen van uitgeknipte figuren die op een achtergrond werden geplaatst. De uitgever hield Peyo en Delporte bewust wat op afstand omdat zij niet als tekenfilmmakers, maar als stripmakers werden beschouwd. De auteurs waren dan ook niet steeds tevreden met de bewerking van hun strips. Uiteindelijk zouden er 10 afleveringen van de Smurfen gemaakt worden. Ze werden uitgezonden door de RTB en daarna kortstondig in de bioscoop.
In 1965 werd van de eerste filmpjes een eerste lange Smurfenfilm gemaakt. De eerste succesvolle film, De fluit met de zes smurfen, verscheen in 1976. Deze tekenfilm was gebaseerd op het gelijknamige verhaal uit de Johan en Pirrewiet-reeks waarin de Smurfen hun debuut hadden gemaakt.

### Tekenfilmseries

#### Hanna-Barbera
Een eerste tekenfilmreeks De Smurfen werd van 1981 tot 1990 door Hanna-Barbera geproduceerd voor de televisie. De serie bezorgde de Smurfen wereldwijde bekendheid.

#### 3D-serie
Sinds 2021 loopt een nieuwe reeks van De Smurfen. De reeks bouwt verder op het principe van de animatiefilm uit 2017, met 3D-animatie. Het gaat om afleveringen die niet rechtstreeks gebaseerd zijn op de stripverhalen, maar zich wel afspelen in het zogenoemde 'Smurfenuniversum'. Producenten van de nieuwe reeks zijn Peyo Productions, Ketnet, TF1, OUFTIVI en Dupuis Audiovisuel.
Nederlandse stemmen:
- Grote Smurf: Jan Nonhof, Rob van de Meeberg
- Smurfin: Pip Pellens
- Brilsmurf: Niels van der Laan
- Potige Smurf: Stefano Keizers
- Dichtersmurf: Louis van Beek
- Lolsmurf: Jurre Geluk
- Domme Smurf: Dennis Willekens
- Hippe Smurf: Kevin Hassing
- Moppersmurf: Jelle Amersfoort
- Boerensmurf: Finn Poncin
- Babysmurf: Kim van Zeben
- Doktersmurf: Juliann Ubbergen
- Knutselsmurf: Ricardo Blei
- Gargamel: Jeroen Woe
- Azrael: Sander van Amsterdam

### Nieuwe films
In 2011 verscheen de film De Smurfen, een combinatie van live-action en digitale animatie. Al na een week na uitkomen werd beslist een tweede film te maken. Die film, De Smurfen 2, verscheen in 2013. Raja Gosnell is de regisseur van beide films.
Een derde film kwam uit in 2017: Smurfs: The lost village. Dit is een volledig digitaal geanimeerde film, die losstaat van de vorige twee. Kelly Asbury regisseerde de film. De bedoeling was dat deze film dichter zou aanleunen bij de stripreeks. Een deel van de film speelt zich af in Brugge. De gebruikte animatietechniek werd overgenomen voor de nieuwe animatieserie (zie hierboven).

## De naam "Smurf"
De originele verhalen waren in het Frans. Daarin werd de naam "Schtroumpf" geïntroduceerd, later in de Nederlandse versie vertaald als "Smurf". Tijdens een etentje met collega-stripauteur en mede-Brusselaar André Franquin (bekend van onder andere Guust Flater en Robbedoes) kon Peyo even niet op het woord voor zout komen. Hij zei daarop tegen Franquin: Donnez-moi le schtroumpf (Vertaald: "Geef de schtroumpf even aan"). De rest van de avond werd besteed aan het verder uitbreiden van deze nieuwe taalvariant.
Pas enkele jaren later braken de Smurfen internationaal door, waarbij de naam in zo'n dertig verschillende talen werd geïntroduceerd. In de helft daarvan wordt het woord "smurf" gebruikt, dat ergens rond 1958 voor de Nederlandse vertaling is bedacht, maar het is niet geheel duidelijk door wie. Erwin Cavens, de zoon van Karel Cavens die in 1968 als vertaler/redacteur bij Robbedoes startte, neemt aan dat Peter Middeldorp (hoofdredacteur bij Robbedoes in 1958) hem in een e-mail bevestigde de bedenker te zijn. Middeldorp liet in de Volkskrant echter het volgende optekenen: "Maar hoe we erop gekomen zijn, ik weet het echt niet meer. Het was all in a day's work, we deden de hele dag niets anders dan Franse teksten Nederlandse maatkleding bezorgen." Volgens de dochter van Armand Van Raalte is het echter haar vader die op de vertaling "smurf" kwam. In 1958 werkte Armand Van Raalte als vertaler/redacteur bij uitgeverij Dupuis, en was hij ook de vertaler van de Smurfnamen tot hij verongelukte in 1967. Middeldorp gaf later aan dat Karels Cavens' broer Frans het woord "smurf" gebruikte als die niet op een woord kon komen en dat het woord zo via Karel op de redactie geraakte.
Hoewel de oorspronkelijke naam Schtroumpf Duits klinkt, is de Duitse benaming "Schlumpf" om geen verwarring met "Strumpf" (Duits voor kous) te krijgen.

## Kenmerken
Een doorsnee-Smurf is klein en blauw van kleur. Hij draagt een witte broek (met aan de achterkant een uitfloepend staartje) en een Frygische muts, een slappe witte puntmuts. Als lengte wordt "drie appels" genoemd. Dit is echter een letterlijke vertaling van de Franse uitdrukking "haut comme trois pommes", waarmee wordt bedoeld dat iets heel klein is.
In het begin waren de Smurfen tamelijk ongedifferentieerd, maar in de loop van de tijd, waar het verhaal dat nodig maakte, zijn heel wat specifieke Smurfen ontstaan.
Kenmerkend is het taalgebruik van de Smurfen: in hun Smurfentaal worden de meeste zelfstandige naamwoorden en werkwoorden door de woorden smurf en smurfen vervangen. Smurfen uit het noorden spreken een ander dialect dan die uit het zuiden.
Ze wonen officieel met 101 in hun dorp, bestaande uit grote paddenstoelvormige huizen. Het exacte aantal Smurfen ligt echter hoger dan de originele 101 aangezien er in latere verhalen extra Smurfen zijn bijgekomen, onder andere de Smurfin, Sassette, Babysmurf en Wilde Smurf. Het Smurfendorp ligt in een woud van het Onzalige Land, tussen de bergen en de Smurfrivier. Voor mensen is het vrijwel onvindbaar.
Hun leider is de Grote Smurf, die als enige van de Smurfen een rode broek, een rode muts en een witte baard draagt. De Grote Smurf is ook meestal degene die, dankzij zijn wijsheid en toverkunsten, de andere Smurfen uit de problemen redt.
Van oorsprong waren er alleen mannelijke Smurfen. Twee bekende vrouwelijke Smurfen, Sassette en Smurfin, werden uit blauwe klei geschapen. Van de derde vrouwelijke Smurf, Omasmurf, is de oorsprong onbekend. In de film Smurfs: The lost village en de daarvan afgeleide stripverhalen kwam er een heel dorp met vrouwelijke Smurfen bij. Babysmurfen worden per ooievaar bezorgd.
De grootste vijand van de Smurfen is de tovenaar Gargamel, die samen met zijn kat Azraël op een plek elders in het bos woont. Gargamel probeert voortdurend de Smurfen te vangen, zodat hij ze kan gebruiken voor zijn eigen magische experimenten. Bovendien wil hij vanwege zijn eerdere nederlagen wraak op ze nemen. Gargamels plannen mislukken uiteindelijk altijd, hoewel hij soms wel een of meer Smurfen tijdelijk te pakken krijgt. De reden waarom hij ze wil vangen, varieert. De belangrijkste doelen zijn om ze op te eten, om ze in goud te veranderen, ze op een andere manier te gebruiken om goud te krijgen of ze simpelweg uit te roeien. Ook Gargamels peetvader Balthazar en de heksen Hogatha en Chloorhydris willen de Smurfen vangen.
Smurfen zijn verzot op salsaparilla. Gargamel kent de voorkeur van de Smurfen voor deze plant al in het eerste verhaal waarin hij meespeelt. Hij probeert met dit gegeven een Smurf te vangen om zo goud te maken. Salsaparilla is een werkelijk bestaande plant. Het idee kwam van Delporte, die de naam van deze plant iets magisch vond hebben, wat goed in de verhalen paste. In Amerika is het echter een bekende plant om root beer mee te maken. Voor de tekenfilmserie, die voor jonge kinderen was bedoeld, werd de plant dan ook vervangen door de smurfbesplant en eten de Smurfen er de smurfbessen van.

## Afgeleide producten

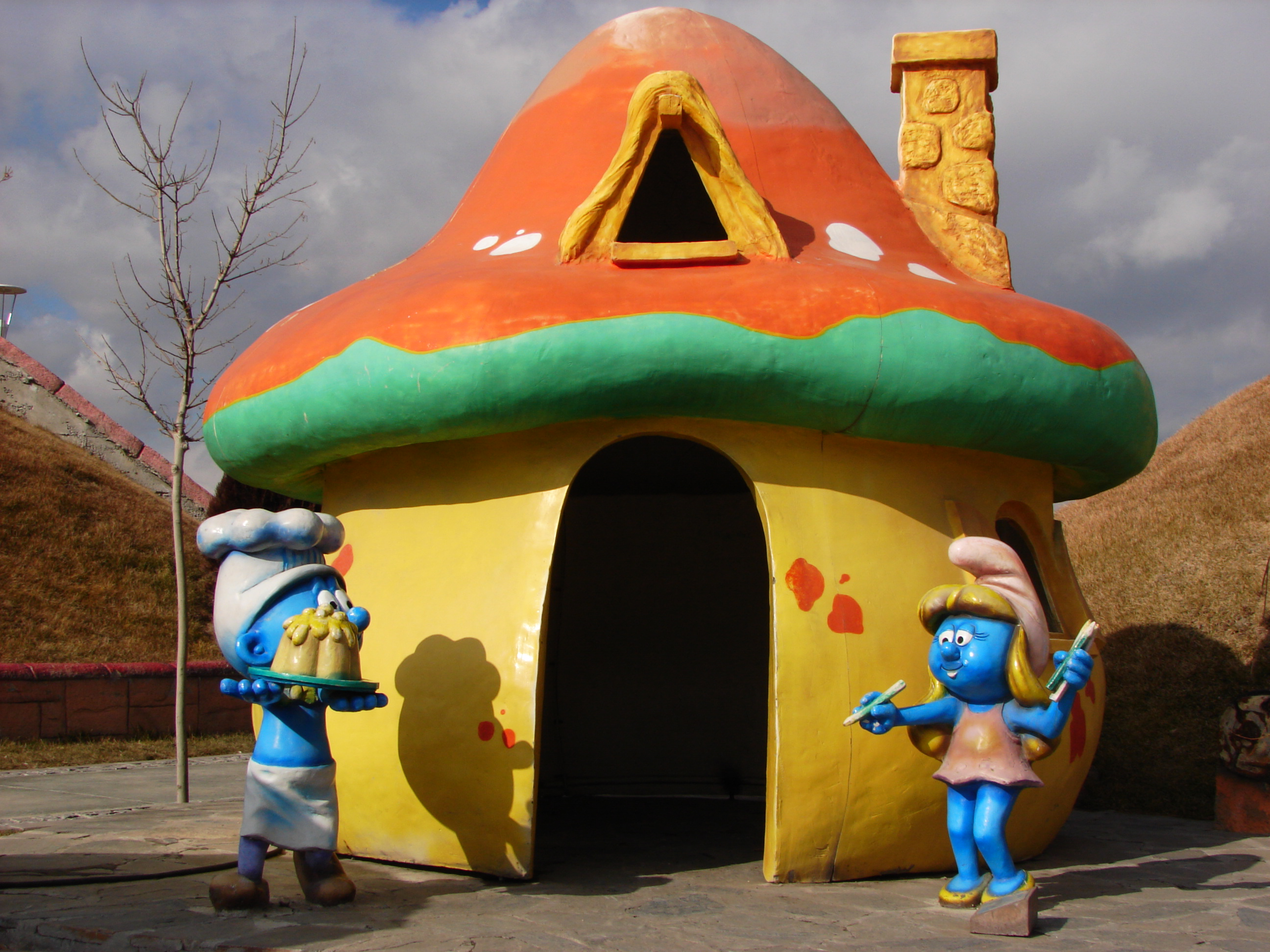
Koksmurf en Smurfin bij een Smurfenhuis in het pretpark Harikalar Diyari te Ankara.

Smurfenhorloge

De Smurfen bleken een inslaand succes vanaf hun eerste optreden, en al in 1959 verschenen de eerste Smurfenpoppen, sleutelhangers en kleurboeken bij uitgeverij Dupuis. Dupuis begon de merchandising met drie latex poppetjes van 5 centimeter hoog die werden verdeeld via Spirou/Robbedoes: een gewone Smurf, de Grote Smurf en een zwarte Smurf. De daaropvolgende jaren kwamen er ook andere figuurtjes en formaten (5, 15 en 30 centimeter).
Dupuis was echter niet thuis op de markt van speelgoed en kon de vraag op den duur niet meer aan. In 1965 kreeg de Duitse firma Schleich zo een licentie om Smurfenpoppetjes van 5 centimeter in pvc te maken. In 1966 wou ontbijtgranenfabrikant Kellogg's Smurfenpoppetjes als mascotte gebruiken. Zij gingen daarvoor in zee met Bully. Hun poppetjes waren iets kleiner dan die van Schleich, maar sloten dichter aan bij de grafische stijl die de studio van Peyo toen hanteerde. De figuurtjes werden dan ook meer begeerd door verzamelaars. Om promotie te maken voor de actie maakte Peyo een aantal strips, die in verschillende media verschenen, waaronder Spirou en concurrent Tintin/Kuifje. Nadat de deal met Kellogg's afliep, ging Bully zonder hen en zonder de ongeïnteresseerde Dupuis een contract aan met Peyo. Ze maakten poppetjes tot in 1977. Tegen 1980 had Schleich het alleenrecht op de Europese verkoop van de poppetjes. Ze werden zo de eigenaar van alle mallen van de poppetjes, ook van die van de andere bedrijven. De poppetjes die het bedrijf op de markt brengt, zijn zowel geïnspireerd op de strips als andere creaties. Het bedrijf maakt ook aanverwante stukken speelgoed, zoals Smurfenhuisjes en Gargamels bouwvallig kasteel. Ondertussen zijn er al meer dan 400 verschillende gemaakt, en een hele reeks accessoires, en zijn er wereldwijd al zo'n 300 miljoen poppetjes verkocht. Elk jaar komen er acht figuurtjes bij en worden acht oude uit de handel genomen.
In 1969 bestelde het Franse koekjesbedrijf Biscuiteries Nantaises (BN) bij Peyo een hele strip om te verkopen via de supermarkten. Peyo ging akkoord met als voorwaarde dat hij rechten op de strip bleef behouden zodat Dupuis het later kon kopen en uitgeven in Spirou en als album. De Ruimtesmurf werd een succes, waarna Kwatta met een gelijkaardig voorstel op de proppen kwam. In 1971 verscheen zo De Leerlingsmurf. Voor een Nederlands tijdschrift maakte Peyo dan weer een aantal gags die kort erna in Spirou verschenen. De gags werden in 1972 in het album Dat moet je smurfen! gebundeld. In 1979 werden de Smurfen gevraagd als mascotte voor de Belgische atleten op de Olympische Zomerspelen 1980 door het BOIC en de Belgische en Luxemburgse tak van Coca-Cola.
In 1975 verscheen de tekenfilm De fluit met de zes smurfen, naar het gelijknamige Johan en Pirrewiet-verhaal.
In 1977 werd op aanvraag van Dupuis' licentietak S.E.P.P. 't Smurfenlied gemaakt, waarmee de Smurfen hun eerste stappen zetten in de muziekwereld. Datzelfde jaar sloot S.E.P.P. een overeenkomst met petroleummaatschappij National Benzole (later opgegaan in BP). Klanten kregen bij het tanken in een deelnemend benzinestation een Smurf in pvc cadeau. De campagne werd een succes bij de Britse jeugd. S.E.P.P. wou iets gelijkaardigs proberen in de Verenigde Staten, maar vond niet gemakkelijk een partner om plastic Smurfen uit te brengen. De distributeurs zagen meer heil in knuffels waarop hun eigen logo te zien zou zijn. In 1979 werd de Noord-Amerikaanse licentie op de Smurfen uiteindelijk toegekend aan Wallace Berrie & Co. Zij brachten eigen versies van de pvc-poppetjes op de markt. Ze maakten daarbij gebruik van de bestaande mallen van Dupuis, Bully en Schleich. Hoewel de prijs voor de Smurfen driemaal hoger was dan de gangbare prijs voor gelijkaardige poppetjes ($ 1,5 in plaats van $ 0,5), werd het een succes. Met de opbrengst werden nieuwe Smurfproducten op de markt gebracht, waaronder knuffels die in de VS later een verzamelobject werden. Dankzij de toenemende populariteit van de Smurfen in de VS werden daarna ook de strips uitgebracht in het land. Het grote succes van De Smurfen in de Verenigde Staten kwam er echter pas met de tekenfilmserie, die van start ging in 1981. De tekenfilmserie van Hanna-Barbera opende de deur voor steeds meer merchandising. In 1982 bracht de verkoop van merchandising in de detailhandel naar schatting 600 miljoen dollar op. Sinds de wereldwijde doorbraak van de Smurfen stonden ruim 2000 bedrijven in voor afgeleide producten.
In 1982 werden de Smurfen gebruikt voor een schaatsshow van het Amerikaanse Ice Capades, onder de naam Smurf Alive!. De kostuums van dit spektakel werden later nog gebruikt voor andere voorstellingen en voor de schaatsbanen van Ice Capades, die verspreid lagen over de VS. In 1984 opende Taft Entertainment, toen eigenaar van Hanna-Barbera, pretparkattracties in de attractieparken die het in bezit had. Er rezen Smurfenhuizen, -waterbanen en -achtbanen op in de parken in Ohio, Virginia, California en North Carolina.
In 1984 richtte Véronique Culliford, Peyo's dochter, International Merchandising, Promotion & Services (I.M.P.S.) op, in 2024 herdoopt in Peyo Company. Het bedrijf verstrekt licenties voor het gebruik van Peyo's werk. In samenwerking met I.M.P.S. werd onder meer in 1989 - op het moment dat de Amerikaanse themaparken hun Smurfattracties sloten - in Metz, Frankrijk, het attractiepark Big Bang Schtroumpf geopend. Het veranderde enkele keren van eigenaar, maar het bleef desondanks een Smurfenthemapark tot in 2003.
In 1984 startte supermarktketen Vivo een actie met Smurfen. Er werden naast Azraël en Gargamel 15 Smurfen, gemaakt van massief flexibel pvc en 5 centimeter hoog, in omloop gebracht. Naast de Smurfen werden er kartonnen bouwplaten, waarmee huisjes het kasteel van Gargamel konden worden gebouwd en een vloerplaat gratis weggegeven bij actieproducten.
In februari 2008 startte de supermarktketen Albert Heijn een soortgelijke reclameactie met Smurfen. Voor elke vijftien euro aan bestede boodschappen kreeg men een Smurfje dat kleiner is dan de poppetjes van Schleich, zo'n 2 centimeter hoog en niet van het flexibele pvc maar een iets hardere kunststof. De te verzamelen poppetjes zijn Luilaksmurf, Babysmurf, Voetbalsmurf, Klussmurf, Azraël, Lolsmurf, Moppersmurf, Grote Smurf, Boodschappensmurf (speciaal bedacht voor de supermarktketen), Smurfin, Gargamel, Potige Smurf, Muzieksmurf, Baksmurf en Brilsmurf. Ook waren er tegen bijbetaling (€ 3,99) een grotere pluchen Smurf en Smurfin verkrijgbaar. Halverwege maart waren de 29 miljoen smurfen op. Om klanten in de gelegenheid te stellen hun dubbele smurfen te ruilen tegen ontbrekende exemplaren organiseerde de supermarktketen ruilbeurzen. Ook ontstond halverwege maart een ruilwebsite genaamd smurfenmarktplaats.
In 1989 opende het pretpark Big Bang Schtroumpf dat de Smurfen als thema gebruikte. In 1991 werd het na een overname omgedoopt tot Walibi Schtroumpf, dat tot 2003 de Smurfen als thema behield.
Ter ere van de vijftigste verjaardag van de Smurfen in 2008 werden een aantal acties opgezet. Zo werden bijvoorbeeld in een aantal Europese steden Smurfen neergezet die konden worden beschilderd (zie ook de sectie over UNICEF), er was een "Smurfday"-tournee, er werd een grote ballon gemaakt voor Macy's Thanksgiving Day Parade, er kwamen speciale knuffels en de Koninklijke Munt van België sloeg een herdenkingsmunt met een waarde van vijf euro op 25.000 exemplaren. Supermarktketen Delhaize organiseerde een stickerspaaractie.
In augustus 2011 kwam er wereldwijd een live-action-Smurfenfilm in de bioscopen: De Smurfen. Daarrond werd er een hele merchandising opgezet.
In 2012 werden de Smurfen opnieuw gebruikt als mascotte door het BOIC. Er werden vijf verschillende Smurfenpoppetjes op de markt gebracht ter ere van de Olympische Zomerspelen 2012.
In 2014 kregen de Smurfen een plaatsje in pretpark Bobbejaanland. In 2016 werd rond hen een pretpark opgebouwd in Dubai en in Maleisië. In 2017 zouden in de Verenigde Staten en in Rusland nog Smurfenparken worden gebouwd. In 2020 volgde een indoorpretpark in Shanghai.
In 2017 werd een vliegtuig van SunExpress beschilderd met Smurfen naar aanleiding van de film Smurfs: The lost village. In 2018 wijdde Brussels Airlines ook een van zijn vliegtuigen aan de Smurfen, na het uitschrijven van een wedstrijd die werd gewonnen door Marta Mascellani. Eerder al kreeg pier B van Brussels Airport Smurfen als decoratie. In 2025 was het opnieuw aan SunExpress, die een vliegtuig geplakte in het thema van de film Smurfs uit datzelfde jaar.
Naast poppetjes en platen zijn er ook tientallen Smurfenpuzzels en ander speelgoed, glazen en tassen (die vroeger werden verkregen via producten zoals Benedictin), blikken dozen, beddengoed, kleren en schoolgerief.

### UNICEF
Sinds 2005 vinden acties van UNICEF België waarin de Smurfen een rol spelen plaats. Zo werd in België een televisiespot uitgezonden waarin het Smurfendorp werd gebombardeerd en Babysmurf huilend naast enkele slachtoffers zat. De spot moest de aandacht vestigen op kinderen in oorlogssituaties om zo fondsen aan te trekken voor projecten rond ex-kindsoldaten. De spot mocht slechts na 21 uur uitgezonden worden zodat kinderen weinig kans hadden om dit te zien.
In 2008 bracht UNICEF een witte Smurf uit om te verven. Dit werd gedaan om geld in te zamelen voor UNICEF. Wat grotere Smurfenbeeldjes werden beschilderd door bekende mensen en vervolgens verkocht. De opbrengst van bijna 275.000 euro ging naar educatieprogramma's van UNICEF.

### Muziek
De eerste stappen van de Smurfen in de muziek kwamen er door de film De fluit met de zes smurfen, waar de muziek − naar analogie met Disneyfilms − een belangrijke factor was. De soundtrack werd een bescheiden succes in het Frans en het Nederlands.
In 1977 werd Vader Abraham (Pierre Kartner) door S.E.P.P. gevraagd een lied op te nemen om de film te promoten op de Nederlandse markt. 't Smurfenlied werd een grote hit en behaalde de eerste plaats in de hitlijsten van Nederland en Vlaanderen. Het liedje was in Nederland de bestverkochte single van 1977. Nadien volgde ook een succesvol album. Vertalingen van het lied werden uitgebracht in onder andere het Duits, Frans, Engels en Spaans, en in verschillende landen hadden ook deze succes. In het Verenigd Koninkrijk werd The Smurf song bijvoorbeeld het beste zesde best verkochte lied van het jaar. Er werden in het totaal meer dan 500.000 exemplaren van het liedje verkocht. Kartner maakte tevens een aantal platen met de Smurfen, die hij ook in Duitsland aan de man bracht. In 2005 bracht Vader Abraham zijn Smurfenlied opnieuw uit in België, samen met de groep Dynamite. Het nummer werd een succes en kwam tot de dertiende plaats in de Belgische hitparade.
Vanaf de vroege jaren tachtig, als de Smurfen overal op tv komen, verschenen in zowat elk land geregeld nieuwe Smurfenplaten. Deze hadden ofwel speciaal gecomponeerde nummertjes, ofwel bewerkingen van grote hits van het moment. In het Nederlands was er zo eerst Vader Abraham en in de jaren 90 Irene Moors, in het Frans Dorothée − die samen met de Smurfen speciale versies maakte van onder meer Marco Borsato's Dromen zijn bedrog (gezongen door de Droomsmurf) en No Limit van 2 Unlimited. In het Italiaans werkte Christina D'Avena met de Smurfen. In de jaren 90 werden de Smurfenstemmen gebruikt voor een alternatief dancegenre, bekend als Smurfenhouse, waaraan ook Moors haar medewerking verleende.
Vooral in Duitsland verschenen er tientallen cd's met Smurfenmuziek. Ook verschenen in een aantal landen Smurfenluisterplaten met bijbehorende geïllustreerde boekjes.

#### Discografie

##### Albums
| Album met eventuele hitnotering(en) in de Nederlandse Album Top 100 | Datum van verschijnen | Datum van binnenkomst | Hoogste positie | Aantal weken | Opmerkingen       |
| ------------------------------------------------------------------- | --------------------- | --------------------- | --------------- | ------------ | ----------------- |
| In Smurfenland                                                      | 1977                  | 03-12-1977            | 1(4wk)          | 23           | met Vader Abraham |
| Het smurfenfeest                                                    | 1981                  | 29-08-1981            | 21              | 6            |                   |
| Together forever                                                    | 1990                  | 13-10-1990            | 36              | 13           | met Vader Abraham |
| Ga je mee naar Smurfenland                                          | 1995                  | 14-01-1995            | 1(3wk)          | 47           | met Irene Moors   |
| Smurf the house                                                     | 1995                  | 29-04-1995            | 2               | 41           | met Irene Moors   |
| Smurfen houseparty                                                  | 1995                  | 18-11-1995            | 3               | 19           |                   |
| Party house hits                                                    | 1996                  | 20-07-1996            | 10              | 12           |                   |
| Surprise                                                            | 1996                  | 14-12-1996            | 83              | 4            |                   |
| Feest!                                                              | 1998                  | 17-10-1998            | 15              | 12           |                   |
| 3,2,1 Smurfenhits!                                                  | 2001                  | 21-04-2001            | 8               | 9            |                   |
| Top of the Smurfs                                                   | 2001                  | 08-12-2001            | 55              | 2            |                   |
| Wij zijn de Smurfen!                                                | 2008                  | 22-03-2008            | 3               | 20           |                   |
| Wij gaan naar Smurfenland!                                          | 2008                  | 15-11-2008            | 24              | 6            |                   |
| Wij willen Smurfen                                                  | 17-08-2011            | 27-08-2011            | 4               | 18           |                   |
| Wij houden van de Smurfen                                           | 2012                  | 09-06-2012            | 6               | 4            |                   |
| Winterpret met de Smurfen                                           | 2012                  | 08-12-2012            | 97              | 1*           |                   |

| Album met hitnotering(en) in de Vlaamse Ultratop 200 albums | Datum van verschijnen | Datum van binnenkomst | Hoogste positie | Aantal weken | Opmerkingen |
| ----------------------------------------------------------- | --------------------- | --------------------- | --------------- | ------------ | ----------- |
| Smurfen houseparty                                          | 1995                  | 12-08-1995            | 1(1wk)          | 20           |             |
| 3,2,1 Smurfenhits!                                          | 1996                  | 09-11-1996            | 5               | 5            |             |
| Smurfen holiday                                             | 1997                  | 26-04-1997            | 2               | 19           |             |
| Smurfenparade                                               | 1997                  | 22-11-1997            | 22              | 10           |             |
| Smurfen fiësta                                              | 1998                  | 06-06-1998            | 2               | 18           |             |
| De wilde Smurf                                              | 1998                  | 14-11-1998            | 12              | 11           |             |
| De Smurfenbus                                               | 1999                  | 24-04-1999            | 20              | 11           |             |
| Hits!                                                       | 2000                  | 23-12-2000            | 42              | 22           |             |
| Smurfenhits                                                 | 12-08-2011            | 20-08-2011            | 2               | 49*          | Goud        |
| Smurfenparty                                                | 2011                  | 03-12-2011            | 13              | 27           | Goud        |
| De Smurfen op vakantie                                      | 2012                  | 23-06-2012            | 2               | 25           |             |
| De Smurfen vieren feest!                                    | 2012                  | 24-11-2012            | 10              | 18           |             |
| Winterpret met de Smurfen                                   | 2012                  | 08-12-2012            | 187             | 1            |             |
| Leve de vakantie!                                           | 2013                  | 13-07-2013            | 4               | 8*           |             |

##### Singles
| Single met eventuele hitnotering(en) in de Nederlandse Top 40 | Datum van verschijnen | Datum van binnenkomst | Hoogste positie | Aantal weken | Opmerkingen                                                  |
| ------------------------------------------------------------- | --------------------- | --------------------- | --------------- | ------------ | ------------------------------------------------------------ |
| 't Smurfenlied                                                | 1977                  | 15-10-1977            | 1(7wk)          | 17           | met Vader Abraham / Nr. 1 in de Single Top 100               |
| Smurfenbier                                                   | 1977                  | 21-01-1978            | 5               | 6            | met Vader Abraham / Nr. 4 in de Single Top 100 / Alarmschijf |
| Doe mij maar na                                               | 1990                  | 17-11-1990            | 37              | 3            | met Vader Abraham / Nr. 32 in de Single Top 100              |
| No Limit                                                      | 1994                  | 14-01-1995            | 1(6wk)          | 13           | met Irene Moors / Nr. 1 in de Single Top 100 / Alarmschijf   |
| Waarom doe jij nooit gewoon                                   | 1995                  | 11-03-1995            | 36              | 3            | met Irene Moors / Nr. 19 in de Single Top 100                |
| 'k Heb nieuwe schoenen                                        | 1995                  | 13-05-1995            | 35              | 2            | Nr. 36 in de Single Top 100                                  |
| Knutsel komt zo                                               | 1995                  | 18-11-1995            | 27              | 4            | Nr. 19 in de Single Top 100                                  |
| Het Smurfenlied                                               | 2005                  | -                     |                 |              | met Vader Abraham & Dynamite / Nr. 61 in de Single Top 100   |
| Wij zijn de Smurfen!                                          | 2008                  | -                     |                 |              | Nr. 74 in de Single Top 100                                  |

| Single met hitnotering(en) in de Vlaamse Ultratop 50 | Datum van verschijnen | Datum van binnenkomst | Hoogste positie | Aantal weken | Opmerkingen                                    |
| ---------------------------------------------------- | --------------------- | --------------------- | --------------- | ------------ | ---------------------------------------------- |
| 't Smurfenlied                                       | 1977                  | -                     |                 |              | met Vader Abraham / Nr. 1 in de Radio 2 Top 30 |
| Smurfenbier                                          | 1977                  | -                     |                 |              | met Vader Abraham / Nr. 7 in de Radio 2 Top 30 |
| No Limit                                             | 1995                  | 01-04-1995            | 24              | 3            | met Irene Moors / Nr. 10 in de Radio 2 Top 30  |
| 'k Heb nieuwe schoenen                               | 1995                  | 13-05-1995            | 33              | 3            |                                                |
| Smurfin                                              | 1995                  | 19-08-1995            | 48              | 1            |                                                |
| Het Smurfenlied                                      | 2005                  | 23-07-2005            | 13              | 10           | met Vader Abraham & Dynamite                   |

### Computerspellen
- Smurf: Rescue in Gargamel's Castle, een videospel voor de ColecoVision uit 1982. In dit spel moest de speler binnendringen in het kasteel van Gargamel en daar de Smurfin redden.
- Smurf Paint 'n' Play Workshop, spel uit 1984 en een vervolg van Smurf: Rescue in Gargamel's Castle
- The Smurfs, een computerspel uit 1994 uitgebracht door Infogrames
- De Smurfen op Ontdekking, een videogame uit 2000, beschikbaar voor Game Boy Color
- Smurf's village, een spel voor iOS en Android, uitgebracht in 2010
- The Smurfs, een Nintendo DS-spel uitgebracht in 2011
- De Smurfen: Missie Vileaf, een spel uit 2021, beschikbaar voor PlayStation 4 en 5, Nintendo Switch, Xbox One en Windows
- De Smurfen 2: De Gevangene van de Groene Steen, een videogame uit 2023, in Benelux uitgegeven door Mindscape. Beschikbaar per 2 november 2023 voor Nintendo Switch, PlayStation 5, PlayStation 4, Xbox Series X|S, Xbox One en pc.
- De Smurfen: Village Party, een videogame uit 2024. Beschikbaar per 6 juni 2024 voor Nintendo Switch, PlayStation 5, PlayStation 4, Xbox Series X|S, Xbox One en pc.

## In het straatbeeld
Op 25 juni 2012, ter gelegenheid van Peyo's verjaardag, werd in de Brusselse Hortagalerij een beeld van een Smurf op een paddenstoel onthuld. Het vijf meter hoge en brede beeld werd gemaakt door Maryline Garbe en is eigendom van het museum MOOF. Op dezelfde dag werd in de galerij ook de eerste Smurfenwinkel geopend.
In juni 2015 werd de rotonde van de Rue de Rosières in Genval omgedoopt in "Rond-Point Peyo" en werd er een 1,5 meter hoog standbeeld van een groetende Smurf onthuld.
Ter ere van de 60ste verjaardag van de Smurfen werd in 2018 in station Brussel-Centraal onder de passage aan het (meebetalende) Hilton-hotel op het plafond een schildering aangebracht met de Smurfen als thema. In het Smurfendorp zijn 76 Smurfen te zien en er zijn heel wat verwijzingen naar enkele Belgische en Brusselse kenmerken, zoals de nationale voetbalploeg, het Atomium, Manneken Pis, frieten en chocolade. Op een bol van het Atomium, dat eveneens 60 jaar werd, werd een Smurfengezicht aangebracht tot het einde van het jaar, terwijl in de zomer tot begin 2019 een Smurfenexpositie, Het Smurfenavontuur, liep in het nabijgelegen Brussels Expo.
In 2017 werd in Antwerpen het indoorpretpark Comics Station geopend. Het werd gethematiseerd naar 6 verschillende Belgische stripreeksen waaronder De Smurfen. Het heeft daar ook een eigen themazone.
In 2025 werd in het Franse Landerneau het wereldrecord van hoogste aantal als Smurf verklede mensen op één plaats verbroken, met 3.075 deelnemers. Een eerdere poging daar, in 2020 en met 3.549 deelnemers, werd niet erkend. Eerder stond het record op naam van het Duitse Lauchringen (2.762 deelnemers, 2019), Swansea in Wales (2.510, 2009), Castleblayney in Ierland (1.253, 2008) de Universiteit van Warwick in het Verenigd Koninkrijk (451, 2007) en het Amerikaanse San Francisco (290, 2006).

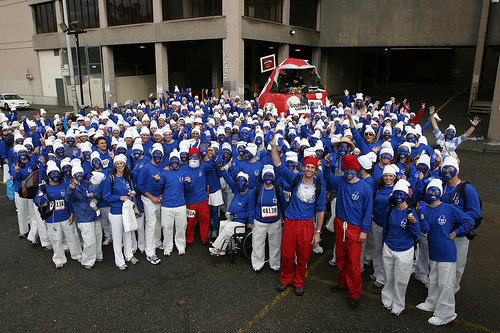
Een groep mensen in de Amerikaanse stad San Francisco zette in 2006 een wereldrecord voor het "grootste aantal mensen verkleed als Smurf".
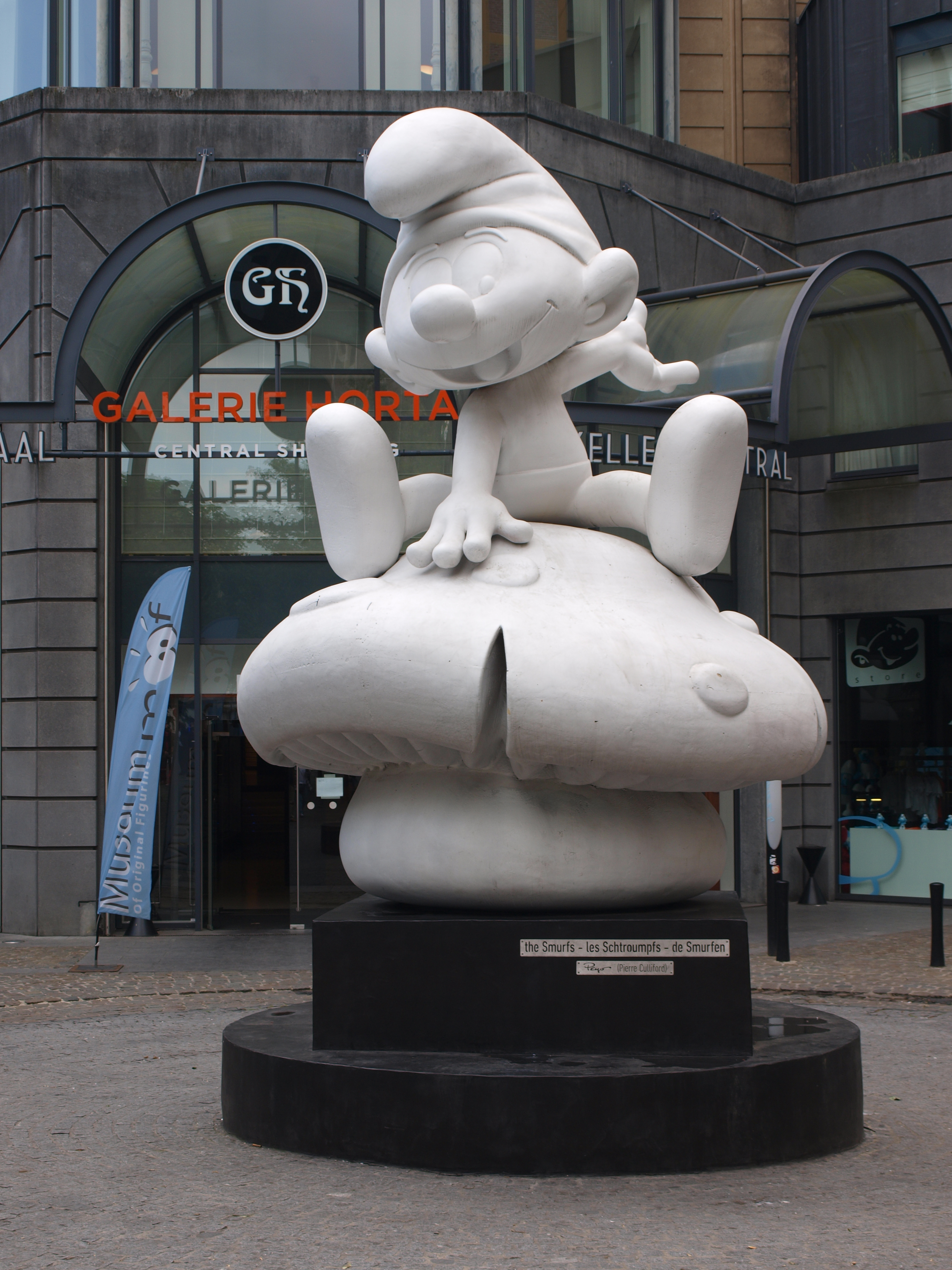
Smurfenbeeld in Brussel
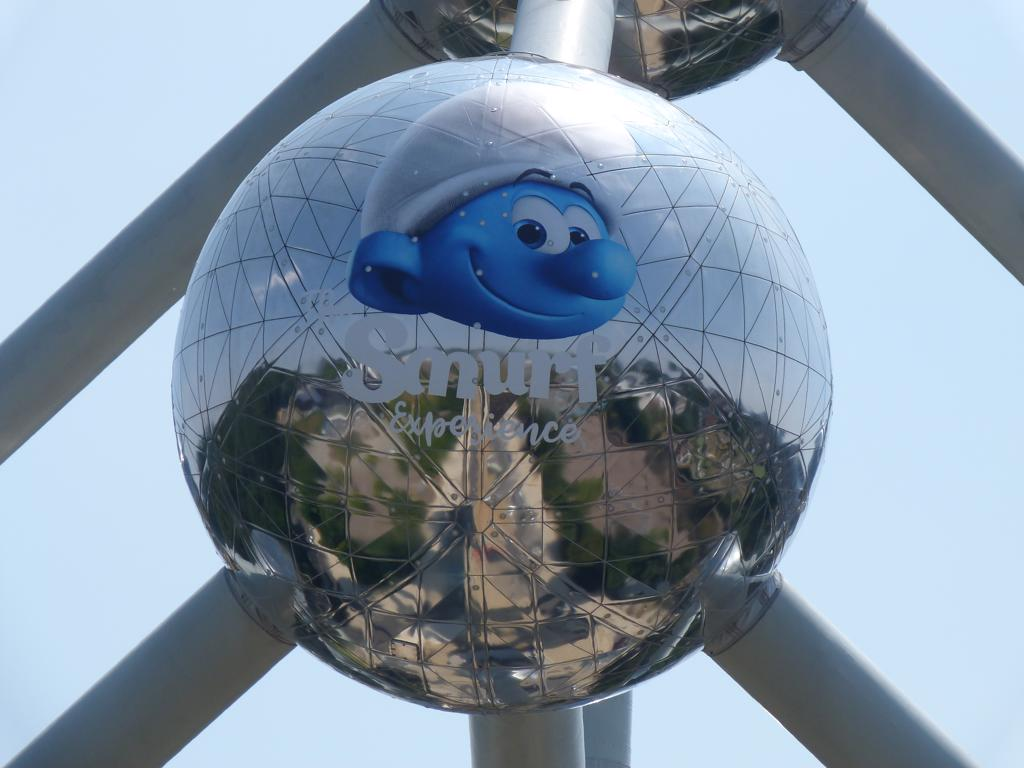
Smurf op het Atomium in 2018
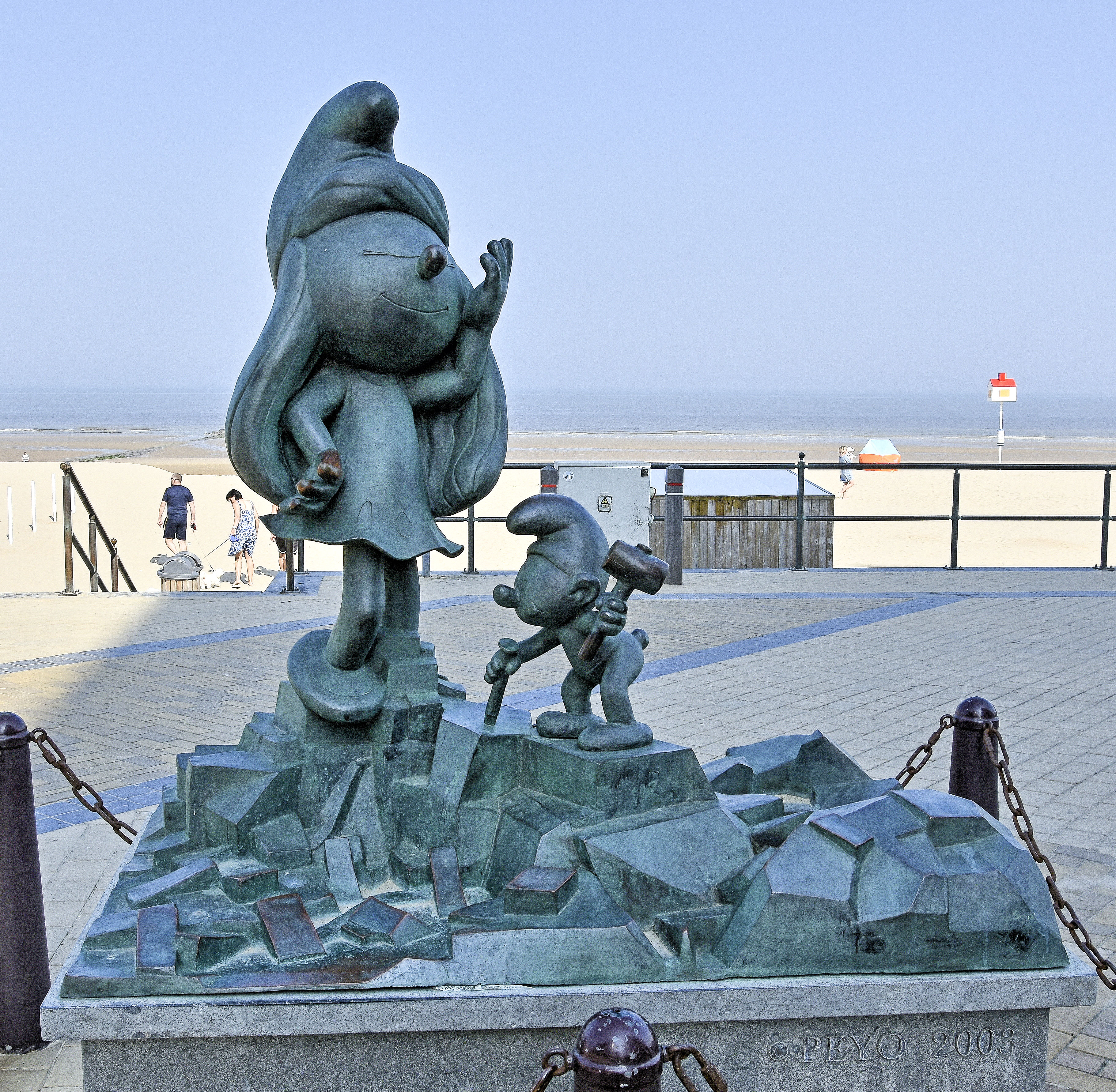
Smurfin-standbeeld in Middelkerke
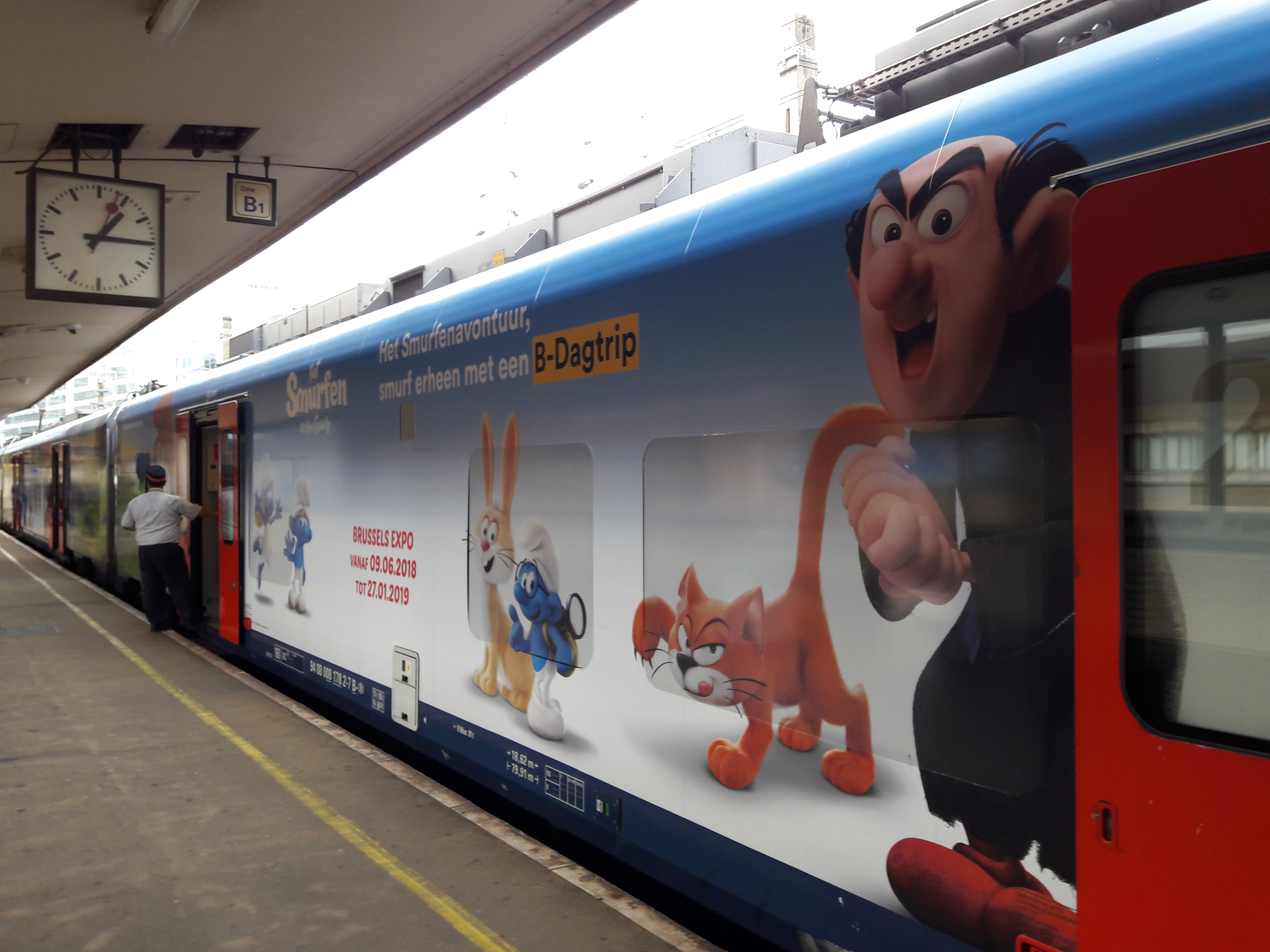
Desiro-treinstel beplakt met publiciteit voor Het Smurfenavontuur in Brussels Expo

## Global Smurf Day
Sinds 2011 wordt Global Smurf Day gevierd op de eerste zaterdag na Peyo's geboortedag, 25 juni. De eerste editie stond in het teken van de eerste liveaction-Smurfenfilm.

## Parodieën
De Smurfen zijn in veel andere strips geparodieerd.
- In de stripreeks Robbedoes en Kwabbernoot werden ze door het duo Tome en Janry geparodieerd in De komeet van de tijd.
- Ook in de stripserie DirkJan komen regelmatig Smurfen voor. De grappen kunnen hier slaan op hun uiterlijk (zoals een zonnebank die blauw maakt of een smurf met zijn broek achterstevoren aan) of hun Smurfentaal. De Smurfen in DirkJan zien er iets anders uit dan het origineel: ze zijn veel groter (ongeveer half zo groot als een mens) met opvallend bolle buiken.
- In de Nederlandse krantenstrip Heinz komt een bijpersonage genaamd kapitein Smurf voor.

In Nederland werden van 1979 tot 1985 seksueel getinte stripboeken van de Smurfen uitgebracht (Sex in Smurfenland), waarvan vier delen zijn verschenen.
In de televisieserie Yin Yang Yo! werden de Smurfen ook geparodieerd. Ze heten daar Smorks en wonen ook in paddenstoelen. In deze tekenfilm zijn Smorks niet goedaardig. Ze werden gestopt door Yin en Yang, de hoofdpersonen in de serie.
In The Simpsons is in een aflevering Lisa te zien die kijkt naar The Happy Little Elves, dat sterk aan de Smurfen doet denken.

## De Smurfen in andere talen
De Smurfen zijn in vele talen vertaald. In heel wat van deze talen werd de Nederlandse naam gebruikt als basis voor de vertaling.
| - Die Smurfies (Afrikaans) - السنافر (As-Sanāfir) (Arabisch) - Pottokiak (Baskisch) - Os Smurfs (Braziliaans Portugees) - Смърфовете (Smârfovete) (Bulgaars) - Els Barrufets (Catalaans) - Smølferne (Deens) - Die Schlümpfe (Duits) - The Smurfs (Engels) - La Smurfoj (Esperanto) - Smurfid (Estisch) - Smurffit (Fins) - Les Schtroumpfs (Frans) - Os Pitufos (Galicisch) - Τα Στρουμφάκια (Ta Stroumfákia) (Grieks) - הדרדסים (HaDardasim) (Hebreeuws) - Hupikék Törpikék (Hongaars) - Strumparnir (IJslands) - Smurf (Indonesisch) - I Puffi (Italiaans) - スマーフ (Sumaafu) (Japans) | - 스머프 (Seumeopeu) (Koreaans) - Štrumpfovi (Kroatisch) - Smurfai (Litouws) - 藍精靈 (traditioneel) / 蓝精灵 (vereenvoudigd) (Lánjīnglíng) (Mandarijn Chinees) - De Smurfen (Nederlands) - Smurfene (Noors) - Smerfy (Pools) - Os Estrumpfes (Portugees) - Ştrumfii (Roemeens) - Смурфы (Smurfy) (Russisch) - Штрумпфови (Štrumpfovi) (Servisch) - Smrkci (Sloveens) - Šmolkovia (Slowaaks) - Los Pitufos (Spaans) - Šmoulové (Tsjechisch) - Şirinler (Turks) - اسمرف (Ismarf) (Urdu) - Xì Trum (Vietnamees) - Y Smyrffs (Welsh) - Smurfarna / Smurferna (Zweeds) |